# Les Revenants du fond du gouffre
Les Revenants du fond du gouffre est le titre français du roman The Legacy de R. A. Salvatore se déroulant dans le monde imaginaire des Royaumes oubliés. La nouvelle traduction de 2010 lui donne le titre L'Héritage.

## Publication et accueil
Il s'agit du septième livre de La Légende de Drizzt (anglais: The Legend of Drizzt) narrant les aventures de l'elfe noir Drizzt Do'Urden. Il démarre le cycle de La trilogie du retour aux sources (en anglais: Legacy of the drow).
The Legacy, lorsqu'il parait en septembre 1992, est le premier roman sous couverture rigide publié par TSR, l'éditeur du jeu de rôle Donjons et dragons, dont les Royaumes oubliés est l'un des mondes fictifs. TSR espère originellement vendre 15 000 copies du livre; en fait, 140 000 exemplaires trouveront preneurs dans les deux premiers mois. Le livre apparaît en 9e position de la liste des bestsellers du New York Times le 27 septembre 1992. C'est en constatant ce succès que Salvatore décide de se consacrer entièrement à l'écriture.
En français, le livre est publié tout d'abord sous le titre Les Revenants du fond du gouffre par Fleuve noir en 1996 puis dans une nouvelle traduction sous le titre L'Héritage par Milady (Bragelonne) en février 2010.
En anglais, il fait l'objet de rééditions soit seul, soit en recueil rassemblant l'intégral du cycle The Legacy of the Drow, ainsi qu'en version audio,. Une version en bande dessinée, par Salvatore, Andrew Dabb et Robert Atkins est publiée par Devil's Due Publishings sous le titre The Legacy: The Graphic Novel en 2008  et en français sous le titre L'Héritage en 2010 par Milady.
L'opinion sur le livre est mitigée: les personnages sont appréciés, mais l'intrigue est jugée faible et répétitive,.

## Histoire
Les Revenants du fond du gouffre commence là où Le Joyau du Halfelin finit : Wulfgar et Cattie - Brie préparent leur mariage, et Drizzt revient de l'une de ses nombreuses visites à Lunargent. Regis, quant à lui, rend visite à ses amis sous un prétexte: il a été destitué du trône de la guilde des voleurs de Port Calim.
Pendant que Bruenor prépare le mariage, la tribu de Wulfgar s'établit sur Calmepierre et commence à prospérer. Le barbare, lui, voit sa relation avec Cattie-brie se tendre: elle lui reproche une possessivité excessive et peu raisonnable. Wulfgar attaque Drizzt, de façon inattendue, apparemment animé d'intentions meurtrières. En dépit des efforts du drow pour désamorcer cette situation, le combat manque de finir par la mort du barbare.
Un nouvel arrivant vient également s'installer au Castel, Gaspard Pointepique, un Guerroyeur Effréné. Le Guerroyeur, avait été assommé pendant la chute de Castelmithral, et revint au castel lorsqu'il apprit que Bruenor l'a reconquis. Il est décrit comme portant une armure recouverte de pointes acérées, qui est sa principale arme.
Pendant ce temps, à Menzoberranzan, la sœur de Drizzt, Vierna, qui a été recueillie par la maison Baenre après la destruction de la maison Do'Urden, se prépare à capturer son frère. Vierna devine que cette quête, si elle réussit, aura pour effet de la propulser au rang de favorite de Lolth, la déesse des drows. Vierna demande de l'aide à Bregan D'Aerthe, la plus grande bande de mercenaires de Menzoberranzan. Jarlaxle, le chef de l'organisation, doute brièvement de l'état mental et des intentions de Vierna, mais est convaincu celle-ci fait muter son frère Dinin en drider, preuve du soutien de sa déesse.
À Castelmithral, Bruenor prépare une escouade pour enquêter sur les troubles causés par des gobelins, dans les tunnels les plus profonds, inexplorés, de Castelmithral. Après que les gobelins ont été mis en déroute, des tensions se forment entre Wulfgar et Cattie-Brie. Wulfgar voulait que sa fiancée reste en dehors des combats, laquelle refuse d'être protégée.
Une patrouille partie en mission disparait, et Drizzt se prépare à enquêter. Surprenant ses amis, Bruenor suggère que Regis accompagne le drow qui, étonné, accepte. Le duo découvre la patrouille, proprement massacrée; Drizzt identifie les meurtriers comme étant des elfes noirs et commence une poursuite. Après une escarmouche avec les drows responsables du carnage, Régis commet un impair en disant une incongruité. Drizzt découvre alors que le halfelin est en fait Artemis Entreri, doté de l'ancien masque magique de Drizzt. Ce dernier, bien qu'ayant déjà utilisé l'artéfact par le passé, ne connaissait pas l'étendue de son pouvoir. Entreri livre alors Drizzt aux drows de Menzoberranzan.
Il défie ensuite Drizzt, pour s'efforcer de régler leur inimitié. En effet, c'est là le prix d'Entreri dans l'opération de récupération du drow capricieux. L'assassin sait qu'il ne peut pas tuer Drizzt, car Vierna a l'intention de sacrifier son frère à Lolth. Le duel entre Drizzt et Entretri commence lentement, Drizzt ne voulant pas donner satisfaction à l'assassin. Pendant ce temps, Bruenor et Wulfgar se rendent compte de la tromperie et de la manipulation de Regis : Entretri avait envouté Bruenor pour obtenir l'autorisation d'accompagner Drizzt, et persuadé Wulfgar que Drizzt avait embrassé Cattie-brie.
Wulfgar, Bruenor, et Catti-brie, accompagnés par Cobble et par Gaspard partent sauver Drizzt.
Jarlaxle et Vierna sont impressionnés par le combat. Entretri, insatisfait, aide Drizzt à s'échapper, pour avoir droit à un vrai combat. L'escouade de Bruenor déboule, et sême la panique dont Drizzt et Entretri ont besoin. Dans la mêlée, Vierna tue Cobble et Drizzt s'échappe, mais viole son vœu de ne jamais tuer de membre de son espèce. Il finit par s'en remettre, mais prononce un nouveau serment de ne tuer que s'il y est obligé. 
Bruenor et ses amis s'échappent, et Entreri demande une chance de poursuivre sa Némésis. Il tue son escorte à la première occasion et commence sa traque. Les amis de Drizzt le recherchent, ainsi que Vierna et Bregan D’aerthe.
Les amis de Drizzt et la garde de Vierna, se croisent, et commencent un nouveau combat. Bruenor attaque le Drider Dinin, et Gaspard est séparé du groupe, pour tomber finalement dans une petite crevasse. Voyant son escouade mal en point, Vierna invoque une Yolchol, un serviteur démoniaque de Lolth, qui attaque Wulfgar, et s'enfuit avec ses gardes du corps personnelles et Jarlaxe. Wulfgar parvient à faire s'effondrer le plafond, et meurt avec le serviteur.
Drizzt retrouve Régis, puis vainc Artémis, qui dérive dans les airs grâce à une cape magique, endormi par un poison soporifique; et rencontre Gaspard Pointepique. Après une violente altercation, ils décident de poursuivre leur route ensemble. Ils laissent le Halfelin dans un recoin d'un couloir, avec la dague de Artémis, et partent retrouver leurs amis. Drizzt tombe finalement sur l'éscorte de Vierna et Jarlaxle. Le Guerroyeur et le mercenaire tombent à terre, tandis que Drizzt massacre Vierna et son escouade, tandis que Bruenor et Cattie-Brie arrivent dans la pièce. Drizzt décide, après une courte discussion avec le mercenaire, de le laisser partir. Celui-ci s'enfuit au moyen d'une diversion à base de fumée.
Ce qui reste de la compagnie du Hall remonte alors vers Castelmithral. S'ils y sont accueillis en héros, Bruenor, Drizzt et Cattie-Brie sont profondément blessés moralement et physiquement, et portent le deuil de Wulfgar. . Régis quant à lui, tombe peu de temps après sur un Artémis Entretri mourant, accroché par un lambeau de cape à une branche, suspendu au-dessus d'une falaise. Il le dépouille de sa dague, de son masque, et du rubis-pendentif, puis, après l'avoir nargué, coupe un morceau du lambeau maintenant l'assassin, et laisse le reste se déchirer inexorablement en s'en allant.